# Callensburg
Callensburg es un borough ubicado en el condado de Clarion en el estado estadounidense de Pensilvania. En el año 2000 tenía una población de 224 habitantes y una densidad poblacional de 576 personas por km².

## Geografía
Callensburg se encuentra ubicado en las coordenadas 41°7′33″N 79°33′28″O / 41.12583, -79.55778.

## Demografía
Según la Oficina del Censo en 2000 los ingresos medios por hogar en la localidad eran de $28,000 y los ingresos medios por familia eran $37,083. Los hombres tenían unos ingresos medios de $29,375 frente a los $19,583 para las mujeres. La renta per cápita para la localidad era de $13,654. Alrededor del 24.3% de la población estaba por debajo del umbral de pobreza.